# 吉川かば夫
吉川 かば夫（きっかわ かばお、1月12日 - ）は、日本の漫画家。男性。大阪府出身。
主にメディアミックス作品のコミカライズを担当することが多いが、成人向け漫画も執筆している。
かつては同人サークル「ボンバイェ計画」を主宰していた。

## 作品リスト

### 一般向け漫画
- 『新世紀エヴァンゲリオン エヴァ&エヴァ2アンソロジー』 2004年4月27日発売[2]、角川書店〈角川コミックス・エース〉、ISBN 4-04-713623-9
『新世紀エヴァンゲリオン2』を元にしたアンソロジー『碇シンジの場合』（6ページ）、『惣流・アスカ・ラングレーの場合』（6ページ）、『綾波レイの場合』（6ページ）、『渚カヲルの場合』（6ページ）を寄稿。
- 『はんな of the Z』 メディアファクトリー〈MFコミックス アライブシリーズ〉、『月刊コミックアライブ』連載、全2巻
  1. 2007年3月23日発売[3]、ISBN 978-4-84011-695-4
  2. 2008年1月23日発売[4]、ISBN 978-4-84011-990-0
- 『天元突破グレンラガン 紅蓮学園篇』 2009年3月21日発売[5]、原作：GAINAX、角川書店〈角川コミックス・エース〉、ISBN 978-4-04715-225-0、全1巻
『月刊コンプエース』にて2008年10月号から連載された。
- 『クイーンズブレイド 流浪の戦士』 原作：ホビージャパン、メディアファクトリー〈MFコミックス アライブシリーズ〉、全3巻
『月刊コミックアライブ』にて2008年10月号から2010年2月号まで連載された。
  1. 2009年2月23日発売[6]、ISBN 978-4-84012-530-7
  2. 2009年9月23日発売[7]、ISBN 978-4-84012-919-0
  3. 2010年1月23日発売[8]、ISBN 978-4-84012-971-8

### 成人向け漫画
1. 『強襲おっぱい星人』 2000年11月発売、富士美出版〈富士美コミックス〉、ISBN 4-89421-403-2
2. 『青空おっぱい牧場』 2003年4月発売、晋遊舎〈晋遊舎コミックス〉、ISBN 4-88380-338-4
3. 『ぱにくるクロニクル』 2004年3月19日発売、晋遊舎〈晋遊舎コミックス〉、ISBN 4-88380-408-9
4. 『天然おっぱい劇場』 2004年12月24日発売[9]、晋遊舎〈晋遊舎コミックス〉ISBN 4-88380-442-9
5. 『巨乳のある風景』 2005年4月28日発売[10]、コアマガジン〈ホットミルクコミックス195〉、ISBN 4-87734-830-1
6. 『発掘おっぱい大辞典』 2006年1月20日発売、晋遊舎〈晋遊舎コミックス〉、ISBN 4-88380-510-7
  - 『発掘おっぱい大辞典 新装版』 2007年7月27日発売[11]、マックス〈ポプリコミックス〉、ISBN 978-4-903491-34-9
7. 『巨乳至上主義』 2007年4月25日発売[10]、コアマガジン〈ホットミルクコミックス238〉、ISBN 978-4-86252-144-6
8. 『完全おっぱい宣言』 2007年7月27日発売[12]、マックス〈ポプリコミックス〉、ISBN 978-4-903491-32-5